# Nils Aall Barricelli
Nils Aall Barricelli, norveško-italijanski matematik, * 24. januar 1912, † 27. januar 1993.

## Življenje in delo
Barricellijevi poskusi v simbiogenezi in evoluciji s pomočjo računalnika veljajo za pionirske na področju raziskovanja umetnega življenja. V letih od 1953 do 1956 je gostoval na Inštitutu za višji študij v Princetonu, New Jersey. Kasneje je bil na Univerzi Kalifornije v Los Angelesu, do leta 1964 na Vanderbiltovi univerzi v  Nashvilleu, Tennessee, do leta 1968 na Oddelku za genetiko Univerze Washingtona v Seattleu in nato na Matematičnem inštitutu Univerze v Oslu.
Objavil je članke z različnih področij, med njimi iz: genetike virusov, DNK, teoretične biologije, vesoljskih poletov, teoretične fizike in matematičnega jezika.